# Tiền An
Tiền An là một xã thuộc thị xã Quảng Yên, tỉnh Quảng Ninh, Việt Nam.

## Địa lý
Xã Tiền An nằm ở trung tâm thị xã Quảng Yên, có vị trí địa lý:
- Phía đông giáp phường Tân An
- Phía tây giáp phường Cộng Hòa và phường Quảng Yên
- Phía nam giáp phường Hà An
- Phía bắc giáp phường Minh Thành.

Xã Tiền An có diện tích 25,93 km², dân số năm 2014 là 9.304 người, mật độ dân số đạt 359 người/km².
Đây là địa phương có dự án Đường cao tốc Hải Phòng – Hạ Long – Vân Đồn – Móng Cái đi qua.

## Hành chính
Xã Tiền An được chia thành 16 thôn: Chợ Rộc, Cửa Tràng, Cây Sằm, Cỏ Khê, Đình, Vườn Chay, Bãi Hai, Giếng Sen, Núi Thùa, Giếng Méo, Giếng Đá, Chùa, Núi Đanh, Núi Thành, Thành Giền, Bãi Bốn.